# Gábor Gál
Gábor Gál (ur. 22 listopada 1974 w Šaľi) – słowacki prawnik i polityk węgierskiego pochodzenia, poseł do Rady Narodowej, w latach 2018–2020 minister sprawiedliwości.

## Życiorys
W latach 1993–1998 studiował na Wydziale Prawa Uniwersytetu Komeńskiego w Bratysławie. Pracował m.in. w kancelarii adwokackiej Jozefa Matkovčika (2000–2002), następnie zaś założył własną kancelarię. W latach 2002 i 2006 uzyskiwał mandat poselski z ramienia Partii Węgierskiej Koalicji. W 2009 przeszedł do partii Most-Híd, był jej kandydatem na żupana kraju trnawskiego. W wyborach w 2010 został wybrany do Rady Narodowej z listy tego ugrupowania. W wyborach w 2012 i 2016 uzyskiwał reelekcję.
W marcu 2018 objął stanowisko ministra sprawiedliwości w nowo utworzonym koalicyjnym gabinecie Petera Pellegriniego. Zakończył urzędowanie w marcu 2020.